# 金紫祠
金紫祠位于中国安徽省黄山市徽州区潜口镇潜口村南首，为当地望族潜口汪氏宗祠，也是古徽州境内已发现的规模最大的祠堂，传其建筑布局和特征部分仿北京故宫太和殿建造，故又俗称“金銮殿”或“皖南小故宫”。纪念在隋末动乱中，汪氏四十四世祖汪华为保障杭、睦、歙、宣、饶、婺六州立下大功而建。建筑始建于南宋隆兴二年（1164），明正德九年（1515）迁至现址，嘉靖、万历时扩建，主要格局奠定于万历二十年至二十九年（1592-1601），由八十一世祖汪一诚奠基，万历壬辰（1592年）奠基修建，1601年竣工。清康熙三年（1663）大修，1950年改为潜口粮站，期间进行了一定的拆改建，文革时又遭损毁，2012年7月至次年12月由徽州区政府投资修复。
建筑群占地面积7110平方米，通进深达196米（以棂门计算，以牌坊计算则为210米），原自南至北依次为三间四柱牌坊、三源桥（下为方形水池）、棂门、戟门、仪门（前有东西碑亭）、享堂、寝殿（与享堂前均有东西廊庑）和汪公庙（坐西朝东，祀汪氏先祖越国公汪华）。1950年，门前两只石狮被拆迁歙县太白楼新安碑园大门口。1976年大部分建筑拆除，改建为粮食仓库、粮站办公室和职工宿舍，仅牌坊、戟门、碑亭、寝殿幸存。其他建筑均为修复时重建，享堂仍留遗址。